# Acremonium verruculosum
Acremonium verruculosum är en svampart som beskrevs av W. Gams & Veenb.-Rijks 1971. Acremonium verruculosum ingår i släktet Acremonium, ordningen köttkärnsvampar, klassen Sordariomycetes, divisionen sporsäcksvampar och riket svampar.   Inga underarter finns listade i Catalogue of Life.